# Brian Armstrong
Brian Armstrong (nacido el 25 de enero de 1983) es un ejecutivo de negocios estadounidense, multimillonario e inversor que es director ejecutivo de la plataforma de criptomonedas Coinbase. Recibió la atención de los medios por su política de mantener el lugar de trabajo libre de activismo político.

## Primeros años y educación
Armstrong nació el 25 de enero de 1983, cerca de San José, California⁣; sus dos padres eran ingenieros. Durante sus años en la escuela secundaria, asistió a Bellarmine College Preparatory, una escuela secundaria privada católica para hombres. Armstrong asistió a la Universidad de Rice en Texas y obtuvo una doble licenciatura en economía y ciencias de la computación en 2005, seguida de una maestría en ciencias de la computación en 2006. Mientras estaba en Rice, comenzó un negocio de vinculación de tutores con estudiantes y, después de graduarse, pasó un año en Buenos Aires mientras trabajaba para una empresa de educación. Mientras estuvo en Buenos Aires, vio de primera mano los efectos de la inflación que estaba afectando a Argentina en ese momento.
La carrera inicial de Armstrong incluyó trabajar como desarrollador para IBM y consultor en Deloitte. En 2010, se encontró con el libro blanco de Bitcoin publicado bajo el alias Satoshi Nakamoto. En 2011, se unió a Airbnb como ingeniero de software y estuvo expuesto a los sistemas de pago en los 190 países en los que operaba Airbnb en ese momento. Mientras estuvo en Airbnb, vio las dificultades de enviar dinero a Sudamérica. Comenzó a trabajar los fines de semana y las noches para escribir código en Ruby y JavaScript para comprar y almacenar criptomonedas. En 2012, ingresó al acelerador de inicio Y Combinator y recibió una inversión de $ 150,000, que utilizó para financiar Coinbase. Su publicación en Hacker News en busca de un cofundador para ingresar al programa Y Combinator luego se convirtió en una publicación viral en Hacker News. Eventualmente, conoció a su cofundador Fred Ehrsam en un subgrupo de reddit y se dice que hizo más de cincuenta citas para encontrar al cofundador perfecto.

### Coinbase
Armstrong y Fred Ehrsam fundaron Coinbase en 2012 para ofrecer una plataforma de intercambio de bitcoins y otras monedas virtuales entre entusiastas de las criptodivisas. Su consejero delegado fundador fue Armstrong. La empresa fue valorada en 8.100 millones de dólares en una ronda de financiación en 2018 y, en diciembre de 2020, se presentó ante la SEC para salir a bolsa a través de una cotización directa. Armstrong tiene un patrimonio neto de 2.400 millones de dólares en mayo de 2022, según Forbes, y la capitalización de mercado de Coinbase aumentó a 85.000 millones de dólares como resultado de una cotización directa en abril de 2021.

### Libro/Documental
Armstrong apareció en el documental estadounidense de 2014 The Rise and Rise of Bitcoin .
Apareció en el libro de no ficción de 2020 Kings of Crypto: One Startup's Quest to Take Cryptocurrency Out of Silicon Valley and Onto Wall Street .
Armstrong y Coinbase fueron el tema del documental COIN: A Founder's Story, dirigido por el ganador del Emmy Greg Kohs.

## Puntos de vista políticos
Armstrong escribió una publicación de blog en septiembre de 2020 llamando a Coinbase una "Empresa enfocada en la misión", desalentando el activismo de los empleados y la discusión de problemas políticos y sociales en el trabajo. Ofreció paquetes de indemnización para los empleados de Coinbase que se sentían incómodos con esta política; como resultado, sesenta empleados (que representan el 5 % de la empresa) abandonaron Coinbase. Antes de esto, Armstrong apoyó el movimiento Black Lives Matter y tuiteó cuando George Floyd fue asesinado: "He decidido hablar. Es una pena que sea necesario decir esto hoy en día, pero el racismo, la brutalidad policial y la justicia desigual son inequívocamente incorrectos, y todos debemos trabajar para eliminarlos de la sociedad".

## Reconocimiento
En 2017, a los 34 años, Armstrong ocupó el puesto número 10 en la lista ' 40 menores de 40 de Fortune .
En 2019, Armstrong fue incluido en la lista 100 Next de la revista Time . 
En 2021, Forbes nombró a Armstrong como el n.° 1 en su Crypto Rich List, con un valor neto estimado de $6500 millones en febrero de 2021. También ocupó el puesto 60 en la lista Forbes 400 de las personas más ricas de Estados Unidos.

## Filantropía
Armstrong se convirtió en el primer ejecutivo de criptomonedas en firmar el Giving Pledge en 2018, prometiendo donar la mayor parte de su riqueza a causas benéficas. También creó una organización benéfica llamada GiveCrypto.org que permite a las personas hacer donaciones públicas o secretas para ayudar a los necesitados.